# Yáckta-Oya

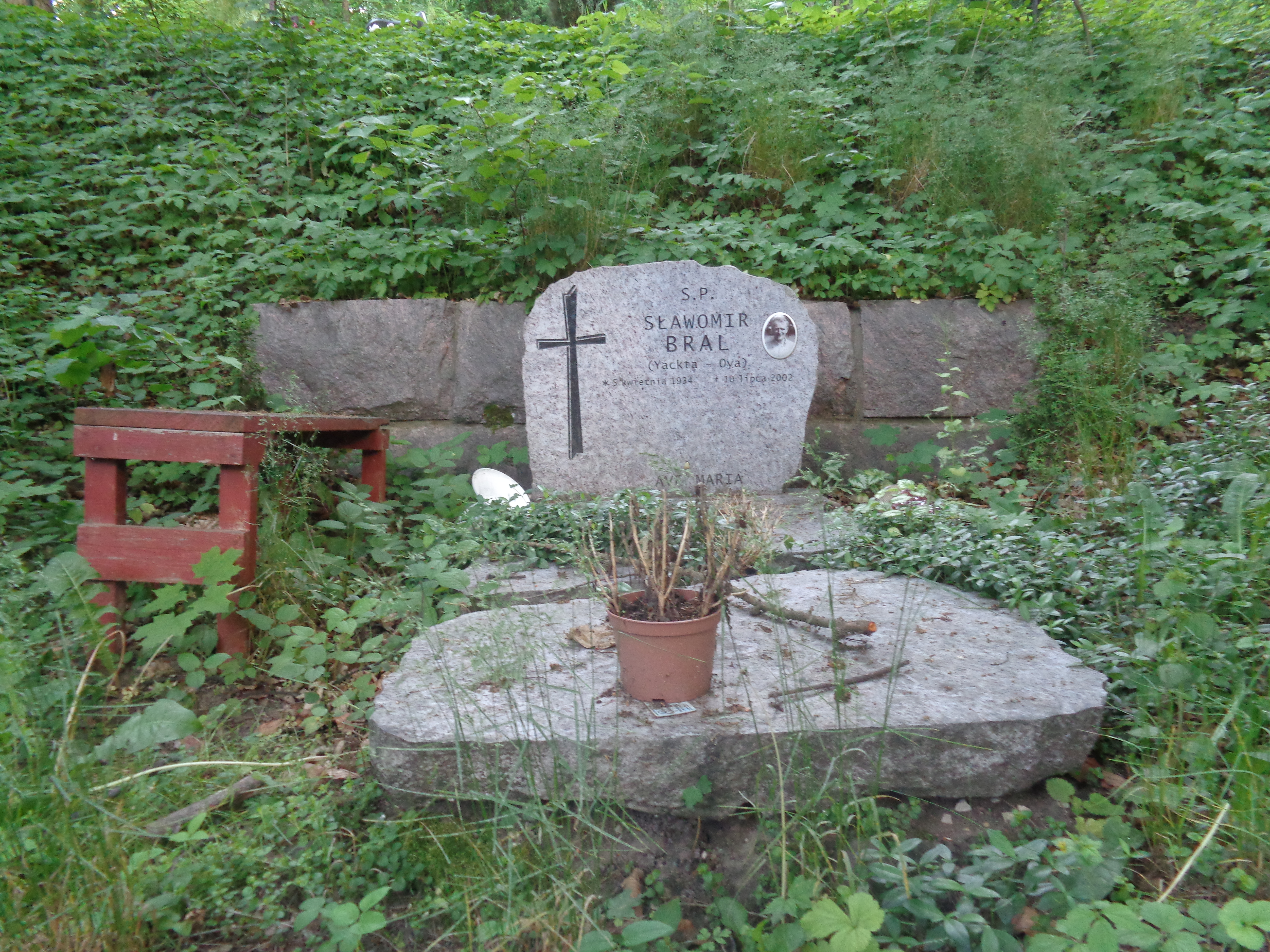
Nagrobek Sławomira Brala na cmentarzu Srebrzysko w Gdańsku

Sławomir Bral, właśc. Józef Sławomir Bral, ps. Yáckta-Oya (ur. 5 kwietnia 1934 w Warszawie, zm. 10 lipca 2002 w Gdańsku) – polski pisarz, autor książek dla młodzieży o tematyce indiańskiej.

## Życiorys
Urodził się w rodzinie Antoniego i Anny Bral. W latach 1961–1967 był funkcjonariuszem Milicji Obywatelskiej, służył w Komendzie Wojewódzkiej w Gdańsku. W 1964 był słuchaczem Rocznej Oficerskiej Szkoły Operacyjnej CW MSW w Legionowie. W latach 1967–1972 pracował w Prezydium Wojewódzkiej Rady Narodowej w Gdańsku, w latach 1972–1975 był kierownikiem Biura Egzekutywy Komitetu Wojewódzkiego PZPR w Gdańsku.
Na przełomie lat 70. i 80. doznał zawału serca i przeszedł na emeryturę. Zainteresował się wówczas historią i kulturą Indian Ameryki Północnej. Wspólnie ze Stanisławem Supłatowiczem – Sat-Okh wydał książkę Fort nad Athabaską (według relacji rodziny napisał ją samodzielnie z niewielką pomocą drugiego współautora), kolejne książki publikował już samodzielnie, używając pseudonimu Yáckta-Oya.
Był mężem Grażyny z domu Rusak, dziennikarki i poetki. Ich syn Grzegorz jest reżyserem teatralnym.
Zmarł w Gdańsku, pochowany na cmentarzu Srebrzysko (rejon X, kwatera IX).

## Książki
- Fort nad Athabaską (1985; wspólnie ze Stanisławem Supłatowiczem – Sat-Okh)
- Gwiazda Mohawka (1986)
- Leśny goniec (1988)
- Złoty Potok (1988)
- Patrol NWMP zaginął (1991)
- Pierwsi odkrywcy Kanady (niedokończona)